# Distrito de Harburgo
El Distrito de Harburgo (en alemán: Landkreis Harburg) es un distrito (Landkreis) ubicado en el Brezal de Luneburgo al norte del estado federal de Baja Sajonia (Alemania). Su capital es Winsen. Los distritos vecinos son al oeste el distrito de Rotemburgo del Wumme y su ciudad, al norte la ciudad de Hamburgo y el distrito del estado federal de Schleswig-Holstein denominado Distrito de Lauenburgo, al este el distrito de Luneburgo y al sur el distrito de Heide. Las dos grandes ciudades del distrito son Buchholz in der Nordheide con 39 500 habitantes y la capital Winsen del Luhe con 32 900 habitantes. Seevetal con cerca de 40 000 habitantes es una de las más densamente pobladas del norte de Alemania.

## Composición territorial
Unión de municipios
1. Buchholz in der Nordheide, Ciudad independiente (37 751)
2. Neu Wulmstorf (20 355)
3. Rosengarten [Sitz: Nenndorf] (13 239)
4. Seevetal, Selbständige Gemeinde [Sitz: Hittfeld] (41 355)
5. Stelle (10 984)
6. Winsen del Luhe, Ciudad independiente (32 757)

Samtgemeinden
| - 1. Samtgemeinde Elbmarsch (11 220) 1. Drage (3651) 2. Marschacht * (3569) 3. Tespe (4000) - 2. Samtgemeinde Hanstedt (12 835) 1. Asendorf (1803) 2. Brackel (1669) 3. Egestorf (2402) 4. Hanstedt * (4760) 5. Marxen (1273) 6. Undeloh (928) - 3. Samtgemeinde Hollenstedt (10 589) 1. Appel (1929) 2. Drestedt (745) 3. Halvesbostel (752) 4. Hollenstedt * (3066) 5. Moisburg (1784) 6. Regesbostel (1042) 7. Wenzendorf (1271) | - 4. Samtgemeinde Jesteburg (10 376) 1. Bendestorf (2251) 2. Harmstorf (923) 3. Jesteburg * (7202) - 5. Samtgemeinde Salzhausen (13 754) 1. Eyendorf (1199) 2. Garlstorf (1075) 3. Garstedt (1430) 4. Gödenstorf (968) 5. Salzhausen * (4374) 6. Toppenstedt (2123) 7. Vierhöfen (974) 8. Wulfsen (1611) - 6. Samtgemeinde Tostedt (25 384) 1. Dohren (982) 2. Handeloh (2450) 3. Heidenau (2109) 4. Kakenstorf (1373) 5. Königsmoor (659) 6. Otter (1510) 7. Tostedt * (13 367) 8. Welle (1250) 9. Wistedt (1684) |

## Personajes célebres
- Sophie Schütt (actriz) ha vivido su infancia y parte de su juventud en el municipio de Seevetal.